# 1 E14 m²
Som en hjælp til sammenligning af størrelsesforhold mellem forskellige overfladearealer, er her en liste over områder mellem 100 millioner km² og 1.000 millioner km². 
- Områder mindre end 100 million km²
- 140 millioner km² — Mars – planet i Solsystemet
- 150 millioner km² — Jordens land
- 160 millioner km² — Stillehavet
- 360 millioner km² — Jordens vand
- 460 millioner km² — Venus – planet i Solsystemet
- 510 millioner km² — Jorden totalt
- Områder større end 1.000 million km²

## Ekstern henvisning
- Konverteringsmaskine mellem areal-enheder Arkiveret 10. november 2004 hos  Wayback Machine